# Хетероним
Хетероним или хетерофон се дефинише као једна или више речи са истим правописом, али различитим изговорима и значењима. Реч која има другачији изговор и значење од друге речи, а има исти правопис. То су хомографи који нису хомофони. 

## Опис
Хетероним је хомограф који није хомофон, реч која има другачији изговор и значење од друге речи са истим правописом. Изговор хетеронима може варирати у реализацији самогласника, у обрасцу нагласка или на друге начине.
"Хетерофон" буквално само значи "другачији звук", а овај термин се понекад примењује на речи које се управо другачије изговарају, без обзира на њихово правопис. Таква дефиниција би укључивала практично сваки пар речи у језику, тако да је „хетерофон“ у овом смислу обично ограничен на случајеве у којима постоји неки посебан разлог да се истакне другачији звук. На пример, игре речи обично укључују хомофоне, али у случају хетерофоних речи речи, две речи звуче различито, а опет довољно слично да једна предложи другу.

## Врсте
Већина хетеронима су двојници. Троструки хетероними су изузетно ретки.
Властите именице понекад могу бити хетероними. 
Постоје и парови који игноришу велика и мала слова и укључују и иницијале и обичне речи.
Хетероними се такође јављају у неазбучним језицима. На пример, 20% од 2400 најчешћих кинеских знакова има вишеструко читање.